# 11105 Puchnarová
(11105) Puchnarová, denumire internațională (11105) Puchnarova, este un asteroid din centura principală de asteroizi.

## Descriere
11105 Puchnarová este un asteroid din centura principală de asteroizi. A fost descoperit pe 24 octombrie 1995 la Observatorul Kleť de Jana Tichá. Asteroidul prezintă o orbită caracterizată de o semiaxă mare de 2,71 ua, o excentricitate de 0,26 și o înclinație de 4,7° în raport cu ecliptica.